# Алтус

Алтус на карте штата.

Алтус (порт. Altos) — муниципалитет в Бразилии, входит в штат Пиауи. Составная часть мезорегиона Северо-центральная часть штата Пиауи. Входит в экономико-статистический микрорегион Терезина. Население составляет 38 822 человек на 2010 год. Занимает площадь 957,655 км². Плотность населения — 40,54 чел./км².
Праздник города — 12 октября.

## Демография
Согласно сведениям, собранным в ходе переписи 2010 г. Национальным институтом географии и статистики (IBGE), население муниципалитета составляет:
| Полное население                               | Полное население                               | Полное население                               | Полное население                               | 38 822 |
| ---------------------------------------------- | ---------------------------------------------- | ---------------------------------------------- | ---------------------------------------------- | ------ |
| в том числе:                                   | Городское население                            | 27 388                                         | Процент городского населения, %                | 70,55  |
|                                                | Сельское население                             | 11 434                                         | Процент сельского населения, %                 | 29,45  |
|                                                | Мужское население                              | 19 116                                         | Процент мужского населения, %                  | 49,24  |
|                                                | Женское население                              | 19 706                                         | Процент женского населения, %                  | 50,76  |
| Плотность населения, чел/км²                   | Плотность населения, чел/км²                   | Плотность населения, чел/км²                   | Плотность населения, чел/км²                   | 40,54  |
| Население муниципалитета в % к населению штата | Население муниципалитета в % к населению штата | Население муниципалитета в % к населению штата | Население муниципалитета в % к населению штата | 1,24   |

По данным оценки 2016 года, население муниципалитета составляет 39 715 жителей.

## История
Город основан в 1922 году.

## Статистика
- Валовой внутренний продукт на 2003 год составляет 85 790 461,00 реалов (данные: Бразильский институт географии и статистики).
- Валовой внутренний продукт на душу населения на 2003 год составляет 2278,27 реалов (данные: Бразильский институт географии и статистики).
- Индекс развития человеческого потенциала на 2000 год составляет 0,618 (данные: Программа развития ООН).